# Arbejdshukommelse
 Ikke at forveksle med Arbejdshukommelse (computer).
Arbejdshukommelse er et kognitiv psykologisk begreb, som refererer til et system i hjernen, som kan fastholde og håndtere den information som er nødvendig for at udføre komplicerede kognitive opgaver som f.eks. læsning og logisk tænkning. Evnen til at gøre brug af arbejdshukommelsen afhænger både af eksekutive kogntionsprocesser og opmærksomhed, og er vigtig for børns indlæring.

## Fodnoter
1. ↑  "ucn.dk: Arbejdshukommelse" (PDF). Arkiveret fra originalen (PDF) 5. marts 2016. Hentet 15. juli 2013.
2. ↑  folkeskolen.dk: Arbejdshukommelse

| Psi | Spire Denne artikel om psykologi er en spire som bør udbygges. Du er velkommen til at hjælpe Wikipedia ved at udvide den. |